# Pure Gold
Pure Gold – siódmy album studyjny Don Carlosa, jamajskiego wykonawcy muzyki roots reggae.
Płyta została wydana w roku 1983 przez niewielką wytwórnię Vista Sounds Records. Nagrania zarejestrowane zostały w studiu King Tubby's w Kingston. Ich produkcją zajął się Bunny Lee. Don Carlosowi akompaniowali muzycy sesyjni z zespołu The Aggrovators. W latach 90. wspólnym nakładem kilku różnych wytwórni ukazała się reedycja albumu na CD.

## Lista utworów

### Strona A
1. "Sweet Music"
2. "Money & Woman"
3. "Spread Out"
4. "Sweet Africa"
5. "Too Late To Turn Back"

### Strona B
1. "Stop Fuss And Fight"
2. "Late Night Blues"
3. "Better Must Come"
4. "Tribulation"
5. "Rivers Of Babylon"

## Muzycy
- Earl "Chinna" Smith - gitara
- Willie Lindo - gitara rytmiczna
- Chris Meredith - gitara basowa
- Errol "Flabba" Holt - gitara basowa
- Robbie Shakespeare - gitara basowa
- Uziah "Sticky" Thompson - perkusja
- Carlton "Santa" Davis - perkusja
- Noel "Skully" Simms - perkusja
- Sly Dunbar - perkusja
- Robert Lynn - fortepian
- Jackie Mittoo - fortepian
- Winston Wright - organy
- Keith Sterling - organy
- Bobby Ellis - trąbka
- Tommy McCook - saksofon